# Consultation interne au Parti communiste français pour l'élection présidentielle de 2022
 (mai 2021).
La consultation interne au Parti communiste français pour l'élection présidentielle de 2022 se déroule du 7 au 9 mai 2021 et vise à définir, par un vote des adhérents, la stratégie du Parti communiste français en vue des échéances électorales de 2022. Après un vote du Conseil national en mars puis de la conférence nationale en avril, les militants doivent choisir entre l'option d'une candidature communiste autonome, incarnée par le secrétaire national Fabien Roussel, ou le soutien à une candidature extérieure au parti.

## Contexte
Au XXXVIIIe congrès du Parti communiste français (PCF), Fabien Roussel est élu secrétaire national sur une ligne revendiquant « l'identité » et l'autonomie du parti et souhaitant « créer les conditions d'une candidature communiste » pour la prochaine échance présidentielle. La dernière candidature communiste remonte à celle de Marie-George Buffet en 2007, qui avait obtenu 1,93 % des voix, un score historiquement bas.
Depuis, le PCF s'est par deux fois rangé derrière la candidature de Jean-Luc Mélenchon, tour à tour représentant du Front de gauche puis de La France insoumise. Ils n'obtiennent pas d'accord d'union aux élections législatives de 2017, ce qui conduit à la création de deux groupes parlementaires distincts (Gauche démocrate et républicaine et La France insoumise).
Sans avoir consulté au préalable les autres forces de gauche, Jean-Luc Mélenchon annonce sa volonté d'être candidat à l'élection présidentielle de 2022 en novembre 2020. Fabien Roussel fait de même dans les jours suivants. Il reçoit notamment le soutien du président du groupe communiste à l'Assemblée nationale, André Chassaigne. En décembre, Mélenchon propose au PCF une « alliance privilégiée pour constituer un pôle populaire de rupture ».
La candidature de Fabien Roussel est approuvée le 13 mars 2021 par le Conseil national du PCF, qui réunit deux cents conseillers en visioconférence. Le texte qu'il porte, « Reconstruire l'espoir », dans lequel il propose une candidature communiste indépendante et un « pacte d'engagements » pour un rassemblement de la gauche aux élections législatives, obtient 68 voix favorables (52 %), face au texte alternatif « Une proposition alternative pour 2022 », qui préconise la formation d'une coalition dès le premier tour et continue jusqu'aux législatives, qui lui recueille 45 voix (34 %) ; 18 abstentions sont comptabilisées,,. En réponse, deux cents cadres auxquels s'ajoutent des militants du parti signent une lettre d'opposition : « Certains camarades estiment que la partie est perdue d'avance et préconisent une candidature communiste pour faire avancer nos idées. Allons-nous nous résigner à cette hypothèse défaitiste et rajouter notre propre candidature ? » Parmi les signataires, figurent les députés Elsa Faucillon et Stéphane Peu, l'ancienne eurodéputée Marie-Pierre Vieu et l'ancien député du Val-de-Marne Jean-Claude Lefort. À ces parlementaires se joignent de nombreux élus locaux, notamment des maires de villes de la petite couronne parisienne.
Une candidature communiste aurait pour conséquence une concurrence supplémentaire à gauche, notamment face à celle déjà déclarée de Jean-Luc Mélenchon, mais aussi d'Europe Écologie Les Verts et du Parti socialiste. Mélenchon perdrait plusieurs centaines de milliers de voix, mais surtout une structure partisane rodée et des élus locaux qui lui sont nécessaires pour l'obtention des cinq cents parrainages,. Au sein du PCF, Mélenchon bénéficie du soutien du maire de La Courneuve Gilles Poux et des parlementaires Stéphane Peu et Marie-George Buffet, tandis que d'autres préfèrent évoquer une candidature commune sans mettre en avant le leader insoumis.

## Modalités de vote
La conférence nationale doit discuter puis voter le texte du Conseil national les 10 et 11 avril 2021. Elle réunit 1 000 délégués en visioconférences décentralisées, des conditions particulières dues à la pandémie de Covid-19. Son scrutin n'est cependant organisé qu'à titre consultatif et n'a pas de conséquence directe sur le reste de la votation.
La validation décisive est celle des militants, dont la consultation se déroule du 7 au 9 mai. Le vote est ouvert aux quelque 44 000 adhérents à jour de cotisation.

## Consultation
Les membres du Parti communiste français sont appelés à choisir entre une candidature communiste autonome ou le ralliement à une candidature externe au parti. La première option est associée à « pacte d'engagements communs » qui « inclurait des mesures immédiates, des propositions structurelles, appuyant les luttes, pour constituer une majorité de gauche à l'Assemblée nationale ». La seconde option, dite « alternative », propose « d'interpeller et de rencontrer forces de gauche et acteurs du mouvement social pour construire une stratégie partagée dans la clarté d'un projet de rupture » autour de « dix mesures majeures ».
En parallèle de la candidature prévue de longue de date du secrétaire national Fabien Roussel, un appel à candidature voit celle de deux autres membres du parti : Emmanuel Dang Tran, militant dans le 15e arrondissement de Paris et déjà candidat lors de la consultation de 2011, et Grégoire Munck, du Val-de-Marne et candidat en 2001.
En cas du choix d'une candidature communiste, celui-ci devrait commencer sa campagne et dévoiler son programme en novembre 2021, après l'organisation d'un congrès. Le retrait a posteriori du candidat communiste est exclu.

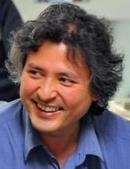
Emmanuel Dang Tran.
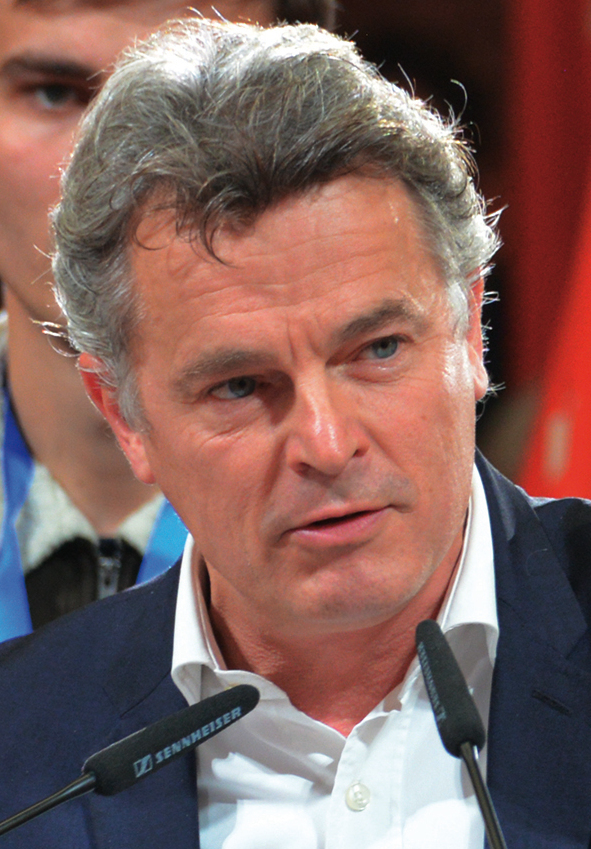
Fabien Roussel.

Durant la conférence nationale, des amendements au texte d'orientation adopté par le Conseil national, permettant de préciser la démarche souhaitée de rassemblement en vue des élections législatives, sont aussi discutés et mis au vote : une « clause de revoyure » pour « ajuster et définir les positions des communistes pour les deux élections » ; la constitution d'un « pacte pour l'espoir » avec « des citoyen·ne·s, des militant·e·s syndicalistes, des actrices et acteurs des mouvements populaires, des élu·e·s locaux, départementaux, régionaux, des parlementaires » ; la création de « coopératives d'idées » dans chaque circonscription électorale et d'un « comité de rédaction national ouvert et transparent pour animer et garantir l'aboutissement de ce travail d'écriture à plusieurs milliers de mains », proposition notamment défendue par le président du Conseil national du PCF, Pierre Laurent.

## Résultats

### Stratégie pour l'élection présidentielle
| Candidat                                                                  | Voix                   | %                      |
| Option de candidature,                                                    | Option de candidature, | Option de candidature, |
| ------------------------------------------------------------------------- | ---------------------- | ---------------------- |
| Option 1, candidature communiste                                          |                        | 66,41 %                |
| Option 2                                                                  |                        | 29,44 %                |
| Abstention                                                                | 38                     | 4,14 %                 |
|                                                                           |                        |                        |
| Votants                                                                   | 917                    | 100 %                  |
| « Quel candidat souhaitez-vous que le PCF présente dans cette option ? », |                        |                        |
| Fabien Roussel                                                            | 671                    | 73,57 %                |
| Emmanuel Dang Tran                                                        | 18                     | 1,97 %                 |
| Grégoire Munck                                                            | 18                     | 1,97 %                 |
| Abstention                                                                | 205                    | 22,48 %                |
|                                                                           |                        |                        |
| Votants                                                                   | 889                    | 100 %                  |

| Candidat                                                                  | Voix                   | %                      |
| Option de candidature,                                                    | Option de candidature, | Option de candidature, |
| ------------------------------------------------------------------------- | ---------------------- | ---------------------- |
| Option 1, candidature communiste                                          | 21 356                 | 72,47 %                |
| Option 2                                                                  | 6 822                  | 23,15 %                |
| Abstention                                                                | 1 290                  | 4,38 %                 |
| Inscrits                                                                  | 43 888                 | 100 %                  |
| Participation                                                             | 30 217                 | 68,85 %                |
| Abstention                                                                |                        |                        |
| Exprimés                                                                  | 29 789                 |                        |
| Blancs et nuls                                                            | 428                    |                        |
| « Quel candidat souhaitez-vous que le PCF présente dans cette option ? », |                        |                        |
| Fabien Roussel                                                            | 23 245                 | 82,32 %                |
| Emmanuel Dang Tran                                                        | 514                    | 1,82 %                 |
| Grégoire Munck                                                            | 46                     | 0,16 %                 |
| Abstention                                                                | 4 433                  | 15,70 %                |
|                                                                           |                        |                        |
| Inscrits                                                                  | 43 888                 | 100 %                  |
| Participation                                                             |                        |                        |
| Abstention                                                                |                        |                        |
| Exprimés                                                                  | 28 238                 |                        |
| Blancs et nuls                                                            |                        |                        |

### Stratégie pour les élections législatives
| Candidat                                                                                   | Voix                                       | %                                          |
| Amendement pour une « clause de revoyure »                                                 | Amendement pour une « clause de revoyure » | Amendement pour une « clause de revoyure » |
| ------------------------------------------------------------------------------------------ | ------------------------------------------ | ------------------------------------------ |
| Pour                                                                                       |                                            |                                            |
| Contre                                                                                     |                                            | 65,68 %                                    |
| Abstention                                                                                 |                                            |                                            |
|                                                                                            |                                            |                                            |
| Amendement pour un « pacte pour l'espoir »                                                 |                                            |                                            |
| Pour                                                                                       |                                            |                                            |
| Contre                                                                                     |                                            |                                            |
| Abstention                                                                                 |                                            |                                            |
|                                                                                            |                                            |                                            |
| Amendement pour des « coopératives d'idées » et un « comité de rédaction national ouvert » |                                            |                                            |
| Pour                                                                                       |                                            |                                            |
| Contre                                                                                     |                                            | 59,18 %                                    |
| Abstention                                                                                 |                                            |                                            |
|                                                                                            |                                            |                                            |
| Votants                                                                                    |                                            | 100 %                                      |